# There's Many a Slip (film 1915)
There's Many a Slip è un cortometraggio muto del 1915 diretto da Horace Davey. Prodotto dalla Nestor Film Company di David Horsley, aveva come interpreti Billie Rhodes, Neal Burns, Jack Connolly e Kingsley Benedict.

## Produzione
Il film fu prodotto dalla Nestor Film Company.

## Distribuzione
Distribuito dall'Universal Film Manufacturing Company, il film - un cortometraggio di una bobina - uscì nelle sale cinematografiche statunitensi il 19 luglio 1915.